# Tedarrell Slaton
Tedarrell Anthony Slaton Jr., detto TJ (Fort Lauderdale, 3 ottobre 1997), è un giocatore di football americano statunitense che milita nel ruolo di nose tackle per i Green Bay Packers della National Football League (NFL).

## Carriera

### Green Bay Packers
Slaton al college giocò a football a Florida. Fu scelto nel corso del quinto giro (173º assoluto) nel Draft NFL 2021 dai Green Bay Packers. Debuttò come professionista il 12 settembre contro i New Orleans Saints mettendo a segno 2 tackle. La sua stagione da rookie si chiuse con 21 placcaggi e un sack disputando tutte le 17 partite, nessuna delle quali come titolare.